# Приватизация
Приватиза́ция (от лат. privatus — частный) — процесс передачи-продажи (полной или частичной) государственной (муниципальной) собственности в частную. Обратный процесс называется национализацией.
Также приватизация может означать выкуп значительной доли акций публичной компании для вывода их с рынка ценных бумаг.

## Различия приватизации и разгосударствления
Разгосударствление и приватизация — не однозначные, хотя и тесно связанные между собой понятия:
- Под приватизацией обычно понимается передача контролируемой теми или иными государственными органами общественной собственности в частный сектор. Федеральный закон от 21.12.2001 N 178-ФЗ «О приватизации государственного и муниципального имущества» под приватизацией государственного и муниципального имущества понимается возмездное отчуждение имущества, находящегося в собственности Российской Федерации (федеральное имущество), субъектов Российской Федерации, муниципальных образований, в собственность физических и (или) юридических лиц.

- Под разгосударствлением же следует понимать процесс упразднения государственного монополизма, формирование многоукладной смешанной экономики, её децентрализации, освобождения государства от функций прямого хозяйственного управления. Таким образом, разгосударствление означает, с одной стороны, переход от командно-административных к экономическим методам руководства, а с другой — форм и содержание отношений собственности. В свою очередь, разгосударствление непосредственных отношений собственности можно свести к трём основным взаимосвязанным аспектам; во-первых, к созданию многообразных типов хозяйств; во-вторых, к преобразованию хозяйств, остающихся в государственном ведении, освобождение их от административно-командного диктата; в-третьих, к приватизации, то есть передача в распоряжение коллективов и отдельных граждан части государственной собственности. Следовательно, приватизацию следует рассматривать как одну из форм разгосударствления. Однако разгосударствление возможно и без приватизации. В этом случае происходит не смена собственника, а процесс децентрализации в пределах государственного управления собственностью. 
Разгосударствление может принимать принципиально различные формы, которые можно классифицировать по ряду признаков: допуску к приобретению только сотрудников или всех желающих; осуществлению механизма перераспределения собственности в виде денег или специальных чеков; техники продаж; видоизменения организационных структур предприятий и степени участия тех или иных участников фондового рынка и институциональных инвесторов в приватизации и другим признакам. В реальности большинство этих вариантов применяются, как правило, в совокупности.

## Экономическая эффективность
Приватизация сама по себе не может гарантировать прогресса в экономике, но она усиливает конкурентность экономической сферы, которая включает в себя сочетание частной и государственной собственности на средства производства в широком смысле слова. Также во время приватизации государство избавляется от необходимости финансировать убыточные предприятия. Однако качество управления и вид собственности — не прямо взаимосвязаны, и качество менеджмента в приватизированном секторе тоже может оставлять желать лучшего ( с. 144. Например, строительство Богучанской ГЭС в неблагоприятных условиях привело к падению акций Русал и способствовало падению прибыли в 21 раз и убытку по итогам 2012 г. в 55 млн долларов).

## Приватизация, обобществление производства и собственность
В общем случае приватизация не связана напрямую с проблемой формы собственности. Понятие собственности имеет два значения. С юридической точки зрения собственность — это владение имуществом или, в обыденном смысле, само имущество. С другой стороны, в экономическом смысле понятие собственности включает в себя всю совокупность экономических отношений общества. Собственность как общественное отношение не только дает определенные права, но и накладывает обязательства на собственника по отношению к обществу и предполагаемому выразителю его интересов — государству. Отношения собственности никак не ограничиваются формальной передачей её из рук государства в руки негосударственных структур или частных лиц. Например, можно говорить о приватизации земли в условиях как наличия, так и отсутствия понятия юридической частной собственности на землю.

## Реприватизация
Реприватизация — возврат в частную собственность ранее национализированных (конфискованных) предприятий, земельных участков, банков, акций, других ценных бумаг и т. д., обратный переход к приватизированной собственности, то есть возврат в частную собственность той государственной собственности, которая возникла в результате национализации.

## История
В Римской республике физические и юридические лица выполняли большинство государственных функций, включая сбор налогов, поставки военных припасов, осуществление религиозных жертвоприношения и проведение строительных работ. Однако во времена Римской империи также были учреждены государственные предприятия: например, значительная часть зерна в конечном итоге собиралась на территориях, принадлежавших императору. Дэвид Паркер и Дэвид С. Саал предполагают, что слишком высокая стоимость услуг бюрократии была одной из причин падения Римской империи.
В эпоху Возрождения большая часть Европы следовала феодальной экономической модели. Напротив, династия Мин в Китае начала практиковать приватизацию, особенно в сфере обрабатывающей промышленности. Это было изменение прежней политики более жёсткого государственного контроля, проводившейся династии Сун.
В 1980-х в Великобритании правительство М. Тэтчер приватизировало следующие государственные корпорации и компании: Амершам Интернешнл (100 %), Ассошиэйтед Бритиш Портс (100 %), British Aerospace (100 %), Бритиш Гэс (100 %), Бритиш Петролиум (68,3 %), Бритиш Телеком (50,2 %), Бритойл (100 %), Кейбл и Уайрлесс (100 %), Энтерпрайз Ойл (100 %), Нейшнл фрейт Ко (100 %), Бритиш Эйруэйз (100 %), Интернейшнл Эйрадио (100 %), Бритиш Хэликоптерс (100 %), Уитч Фарм (100 %), Бритиш Рэйл (100 %), Силинк (100 %), Бритиш Шипбилдерс (100 %), British Steel (100 %), Нейшнл Бас (100 %), Ровер, Ягуар, Роллс-Ройс (100 %), Бритиш Аэропортс (100 %), Ройал Орденс (100 %). Но в Великобритании приватизация проводилась значительно осторожнее, чем в РФ: для каждого аукциона разрабатывался отдельный закон, и все сделки обсуждались в парламенте. Продавалось не более 3-4 компаний в год. Акции приватизировавшихся компаний старались размещать среди работников этих компаний, в том числе по льготным ценам. В случаях, когда государство хотело сохранить контроль за компанией, вводился институт «золотой акции» — право блокировать изменения в уставе предприятия (с. 29).

### Массовая приватизация после крушения социалистического лагеря
В 1990-х годах, после крушения социалистической системы в странах т. н. «социалистического лагеря», развернулась бурная приватизация всех секторов экономики, бывших до этого практически в 100%-м государственном владении.
Основным методом массовой приватизации в 1990—1997 годах было бесплатное или субсидируемое распределение государственного достояния среди граждан, главным образом за ваучеры (приватизационные чеки). При этом наиболее ценные активы, как правило, попадали в руки опытных и подготовленных менеджеров, которые приобретали значительные пакеты акций, вынуждая работников своих предприятий под угрозой увольнения продавать себе акции, которыми они владели, по низким ценам. Иногда продажа государственного предприятия осуществлялась через аукцион, конкурс или прямую продажу, при этом предпочтение получал, как правило, «внешний» инвестор, имевший при этом какие-либо связи с предприятием.
В Венгрии приватизация началась в 1990 году, в стране к этому времени уже были созданы и функционировали основные рыночные институты, были заложены правовые основы для развития частной собственности, проведена либерализация цен и внешней торговли. Результатом приватизации стало разукрупнение больших государственных предприятий и создание большого числа мелких и средних компаний, частично или полностью приватизированных руководством компаний. В приватизации в Венгрии активно участвовали западные инвесторы.
В Чехии приватизация началась в 1991 году и проводилась на основе комбинации различных методов, но ваучерная приватизация была в количественном отношении наиболее важной. В Чехии важной частью приватизации была реституция имущества, национализированного после прихода 1948 года. В соответствии с законом о реституции около 20 тысяч собственников были восстановлены в своих правах, однако многие из них требовали не реального возвращения собственности, а финансового возмещения убытков или предоставления акций.
В Польше приватизация началась в 1992 году, но только в июне-июле 1997 года начался переход от первой фазы приватизации, в течение которой государство владело созданными инвестиционными фондами (которым были переданы акции приватизируемых предприятий), к обмену сертификатов, распространенных среди населения, на акции этих инвестиционных фондов. Окончательный срок обмена сертификатов на акции несколько раз продлевался и истек лишь в конце 1997 года. В Польше, как и в Венгрии, активное участие в приватизации приняли иностранные инвесторы.
В Болгарии наибольшую поддержку среди политиков получила идея коммерческой приватизации (как и в Венгрии), но у населения не было накоплений, необходимых для осуществления приватизации за деньги. Такими средствами располагала только бывшая коммунистическая элита, которая начала осуществлять «тихую приватизацию». Чтобы противостоять ей, началось бесплатное возвращение собственности ее прежним досоциалистическим владельцам и их наследникам в рамках процесса реституции, что вызвало жесткие дискуссии между правыми и левыми.

### В России
Еще до распада СССР в России была подготовлена законодательная база для осуществления приватизации. Форсированная приватизация государственной собственности была осуществлена в 1992—1995 годах.
На первом этапе (1992—1994 годы) осуществлялась массовая приватизация за ваучеры (приватизационные чеки). На втором этапе (1994—1999 годы) осуществлялась приватизация за деньги.
В результате приватизации в короткие сроки в России при относительном минимуме социальных конфликтов появился большой негосударственный сектор экономики и возник рынок ценных бумаг. Однако, как отмечалось в отчете Счётной палаты РФ, приватизация государственной собственности сопровождалась многочисленными нарушениями закона, что приводило, в частности, к незаконному отчуждению объектов государственной собственности, в том числе имевших стратегическое значение, в пользу российских и иностранных лиц по заниженным ценам. Особенной критике в этой связи подвергаются так называемые залоговые аукционы 1995 года. Предоставление трудовым коллективам льгот при приватизации государственных предприятий привело к необоснованному обогащению их руководства, в особенности в отраслях, ориентированных на экспорт (нефтегазовая отрасль, нефтехимия, горнорудная промышленность, цветная металлургия, лесная, целлюлозно-бумажная промышленность).
Приватизация жилья, приведшая к появлению рынка жилья (сначала появился сектор вторичной, а затем — и первичной жилой недвижимости), имела большое социальное значение. Она была позитивно воспринята большинством населения (в отличие от приватизации предприятий и земли), будучи одной из немногих популярных среди широкой публики мер реформаторов. Однако и она имела негативные стороны — потерю жилья наиболее социально уязвимыми гражданами (одинокими пенсионерами, алкоголиками, детьми-сиротами) в результате мошеннических действий (нередко эти лица становились и жертвами убийств ради заполучения их квартир).